# Cherepanovite
La cherepanovite è un minerale.